# Nordamerikansk opossum
Nordamerikansk opossum (Didelphis virginiana) är en art i familjen pungråttor. Den nordamerikanska opossumen är det enda pungdjuret på den nordamerikanska kontinenten. Den tillhör släktet Didelphis vars arter ofta bara kallas opossum. Dessa arter är inte nära släkt med Australiens klätterpungdjur, på engelska benämnda possums och inte heller med opossumråttorna.

## Utseende
Nordamerikansk opossum har mörkt gråbrun päls, svarta ben och vitt ansikte. Populationer i sydliga trakter har allmänt tunnare täckhår och är mörkare än nordliga populationer. Pungen (marsupium) är fullständigt utbildad och innehåller vanligen 13 spenar. Antalet spenar kan variera mellan 9 och 17. Spenarna bildar en cirkel med en spene i mitten. Kroppslängden (huvud och bål) är cirka 32 till 50 centimeter; därutöver har arten en 25 till 54 centimeter lång svans, som den kan gripa runt grenar med. Svansen bär bara hår nära roten och är annars naken.
Hos nordamerikansk opossum förekommer vanligen en mindre utpräglad könsdimorfism, hannar är ofta lite större, tydligt tyngre och har större hörntänder än honor. Vikten varierar därför mellan 0,8 och 6,4 kg för hanar medan honor väger 0,3 till 3,7 kg. Den genomsnittliga vikten är däremot bara 2,8 kg för hanar och 1,9 kg för honor. I kalla regioner förlorar de ibland öronens och svansens spetsar på grund av frostskada.
Fötterna har fyra tår var som är kloförsedda förutan den motsättliga stortån som saknar klo.

## Utbredning
Nordamerikansk opossum förekommer i Nordamerika, från södra Kanada till Mexiko, och dessutom i Centralamerika fram till Costa Rica. Djuret saknas i Nordamerikas stora stäpper (Great Plains) och i öknar längre västerut. Nordamerikansk opossum har däremot en avskild population vid USA:s västra kust.

## Ekologi
Habitatet varierar mellan skogar, buskmarker och träskområden. I torra regioner vistas arten oftast nära vattenansamlingar. Den kan även anpassa sig till människan och hittas i odlingar och vid städernas periferi.
Individerna är främst aktiva på natten och lever oftast ensamma. Bara mindre grupper av honor eller ungdjur kan förekomma. Hannar är aggressiva mot varandra när de träffas.
Nordamerikansk opposum går vanligen på marken men kan klättra i växtligheten och simma över mindre vattendrag om så behövs. Den går oftast långsamt och kan inte springa snabbare än 7,5 km/h.
För att plocka bort parasiter, gamla hår eller andra främmande föremål från pälsen använder arten sina bakfötter. Bara ansiktet rensas med framfötterna.
Blir den angripen och sårad, rullar den ihop sig, på samma sätt som de andra arterna i samma släkte och låtsas vara död – ”playing (o)possum” på engelska.

### Föda
Nordamerikansk opossum livnär sig av en varierad föda. Den äter animaliska ämnen som insekter, as och små ryggradsdjur. Djuret tar även frukter, sädesslag och andra växtdelar som föda.

### Fortplantning
Fortplantningssättet är bara dokumenterat för nordamerikanska populationer. I USA:s sydliga delstater börjar fortplantningstiden så tidigt som januari/februari och slutar så sent som mitten av december. Honor får oftast två kullar per år. Dräktigheten varar ungefär 13 dagar och sedan kravlar ungarna till pungen. Vid denna tidpunkt är de bara 11 mm långa och cirka 0,13 g tunga. Ibland föds upp till 21 ungar och de som inte får tag i en spene dör efter kort tid. Ungarna är fästa vid sin spene i cirka 50 dagar och vistas tillfälligt utanför pungen efter cirka 70 dagar. Små ungar gömmer honan ibland i munnen och större ungar håller sig fast på moderns rygg eller den del av svansen som bär hår. Efter tre till fyra månader slutar honan med digivning. Könsmognaden infaller efter sex till åtta månader. Honor får i genomsnitt fyra kullar under sin livstid.
Livslängden i naturen är allmänt tre år och vissa individer i fångenskap blev med människans vård fem år gamla.

## Nordamerikansk opossum och människor
Arten förekommer nära människans samhällen och livnär sig där av avfall som annars skulle ruttna. Den kan bära och överföra vissa sjukdomar som rabies till människan. Å andra sidan äter den många fästingar som minskar risken för borrelia.
Faran att nordamerikansk opossum äter mindre husdjur som kycklingar är inte så stor som äldre källor uppger.
Djuret jagas huvudsakligen i USA:s sydliga delstater för köttets skull. Nordamerikansk opossum kan hittas i några onlinebaserade matlagningssidor för viltkött samt i äldre kokböcker som The Joy of Cooking.
Nordamerikanska opossum är i USA:s kultur nära bundna till landets sydöstra delstater. De framställs i amerikanska tecknade serier ofta som ociviliserade karaktärer eller hillbillies. I Walt Kelly's dagstidningsserie Pogo är huvudkaraktären en godhjärtad men något naiv opossum. Då den republikanska amerikanske presidenten Theodore Roosevelt var nära bunden till karaktären "Teddy Bear" etablerades karaktären "Billy Possum" för hans efterföljare William Howard Taft. Karaktären uppfattades inte positivt av USA:s befolkning och övergavs snart.

## Bildgalleri

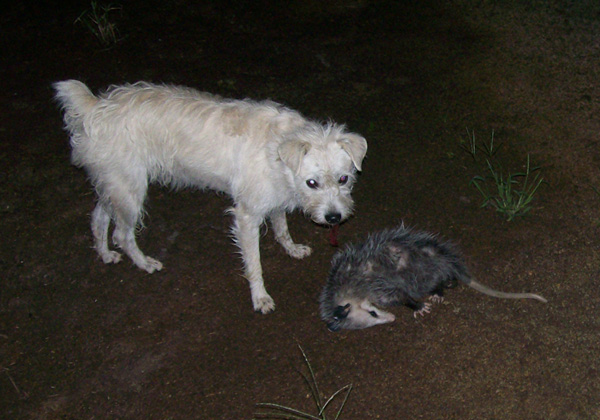
Hund med nordamerikansk opossum som spelar död
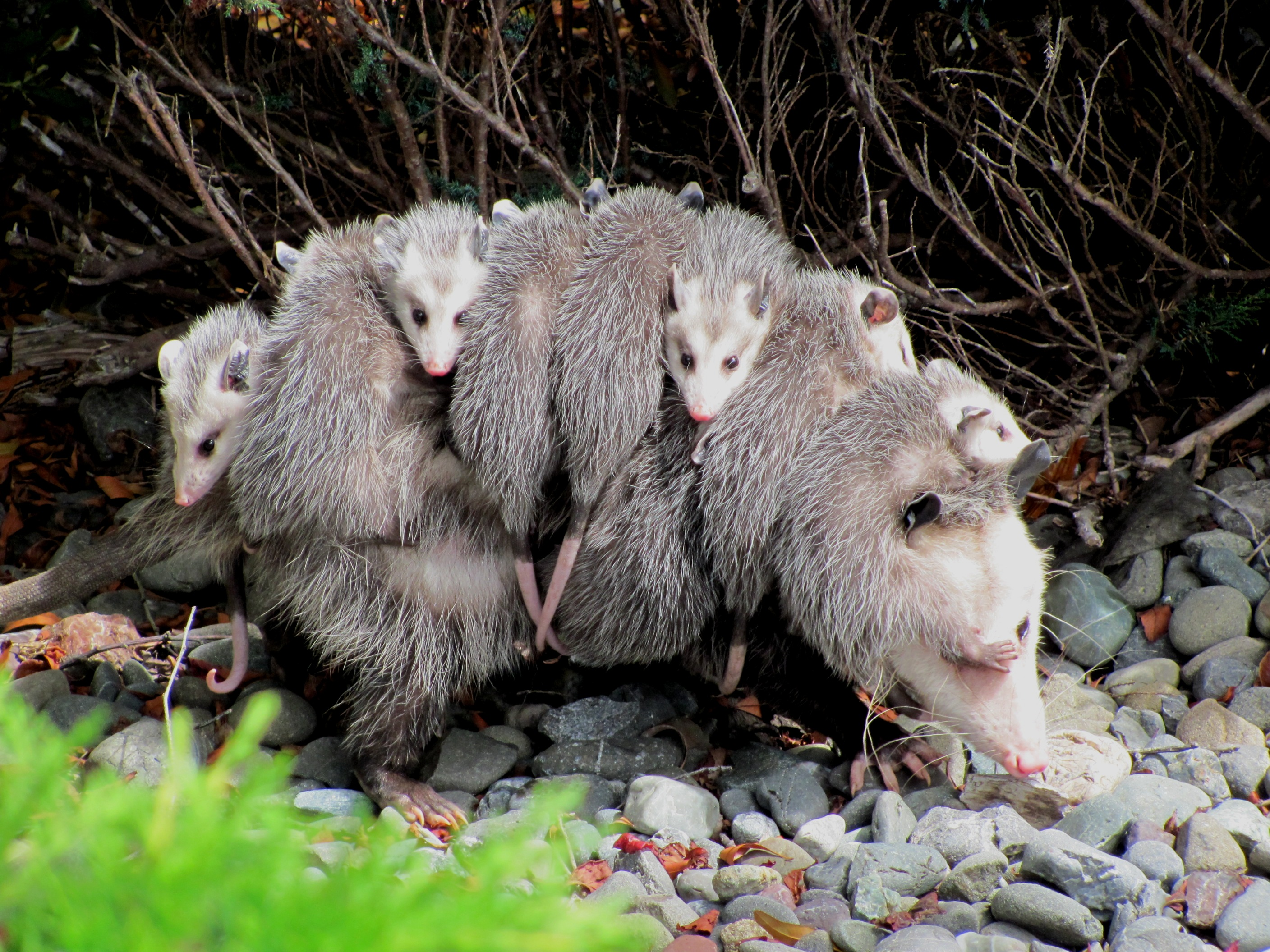
Hona med ungar
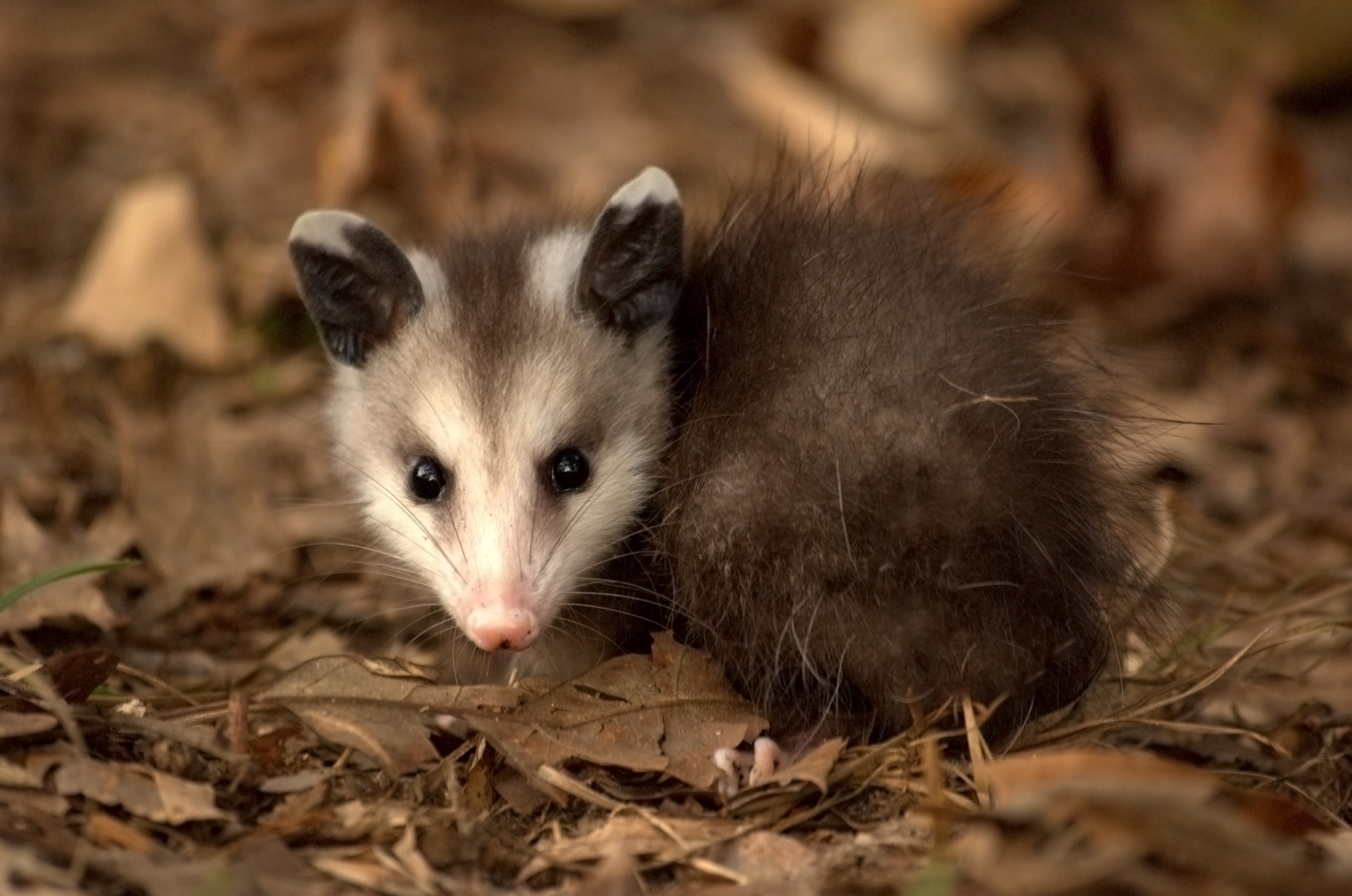
Ungdjur